# Placa arábica

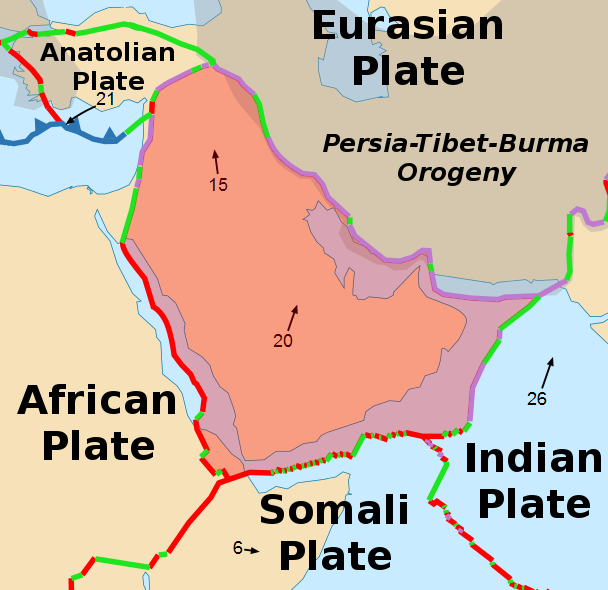
Placa Arábica

Placa Arábica é uma placa tectônica continental, abrangendo a península Arábica até a Turquia, que, assim como o Irã e outros países, sofre muito com terremotos originados do choque desta placa com a Euroasiática.
Em tempos remotos foi a responsável pela origem do mar Vermelho. A placa faz limites com a placa Indiana, a placa Africana, e a placa Euroasiática.